# Roman Włodek (1818–1879)
Roman Włodek, herbu Sulima (ur. 28 lutego 1818 w Sygneczowie,  zm. 2 sierpnia 1879 w Dąbrowicy) – ziemianin, uczestnik powstania krakowskiego, poseł do austriackiej Rady Państwa.

## Życiorys
Ziemianin, właściciel dóbr Sygneczów w pow. wielickim. Studiował prawo na uniwersytecie we Lwowie. Uczestnik powstania w 1846. Po jego klęsce uciekł do Francji. Przebywając na emigracji studiował w wyższej szkole rolniczej w Grignon koło Paryża. Do kraju powrócił w wyniku amnestii cesarskiej w 1848 roku. Po ślubie w 1850 zamieszkał w majątku żony Dąbrowica, pod Bochnią. Podczas powstania styczniowego znajdował się pod stałym nadzorem policji austriackiej. Członek c. k Towarzystwa gospodarczo-rolniczego w Krakowie (1868–1879). Członek Galicyjskiego Towarzystwa Kredytowego Ziemskiego (1869–1879) był także członkiem Komisji Okręgowych w Bochni (1869, 1872–1879) i Wieliczce (1870–1879) tego towarzystwa. Członek powiatowej komisji szacunkowej podatku gruntowego w Bochni (1870–1879). Rzeczoznawca ds. dóbr tabularnych Sejmu Krajowego w Krakowie (1876–1879).
Członek Rady Powiatowej (1867–1879) z grupy większej własności oraz członek (1868–1870), wiceprezes (1871–1872) i prezes (1873–1879) Wydziału Powiatowego w Bochni. Poseł do austriackiej Rady Państwa V kadencji (15 lutego 1878 – 22 maja 1879), wybranym w kurii IV - gmin wiejskich, w okręgu wyborczym nr 5 (Bochnia – Wiśnicz – Niepołomice – Brzesko – Wojnicz – Radłów) wybrany w wyborach uzupełniających po rezygnacji Franciszka Hoszarda. W parlamencie członek Koła Polskiego w Wiedniu.

## Rodzina i życie prywatne
Syn ziemianina i burmistrza Wieliczki Walentego (1776–1839) i Anastazji z Popielów. Poślubił w 1850 Emilię z Szujskich (1818–1863), mieli trójkę synów: Ludwika (1851–1855), Zdzisława (1852–1928) i Bolesława (1856–1936).